# Eugeniusz Biesiadka
Eugeniusz Biesiadka (ur. 22 grudnia 1945 w Międzychodzie, zm. 13 września 2024 w Poznaniu) – polski entomolog-hydrobiolog.

## Życiorys
Studiował na Uniwersytecie Adama Mickiewicza w Poznaniu, w 1968 obronił pracę magisterską, w 1974 obronił doktorat, w 1979 habilitował się. W 1980 został docentem w Akademii Rolniczo-Technicznej w Olsztynie, w 1990 uzyskał tam tytuł profesora tytularnego. Eugeniusz Biesiadka od 1980 przez dwa lata był dziekanem Wydziału Matematyczno-Przyrodniczego Akademii Rolniczo-Technicznej w Olsztynie, od 1987 do 1993 zajmował stanowisko dyrektora Instytutu Biologii, a od 1998 jest kierownikiem Katedry Ekologii i Ochrony Środowiska Uniwersytetu Warmińsko-Mazurskiego. Eugeniusz Biesiadka specjalizuje się w ekologii, systematyce i faunistyce entomofauny i akarofauny wodnej. Badał wpływ antropopresji na zespoły hydrobiontów, problem genezy fauny wodnej. Prowadził badania nad pasożytowaniem larw Hydracarina na owadach wodnych, wodnych Heteroptera i Coleoptera oraz Hydracarina Polski i Europy Wschodniej. Badał rozpoznanie wartości Heteroptera i Coleoptera jako wskaźników stanu środowisk wodnych, szczególnie w odniesieniu do jezior. Pracował nad wyróżnieniem i opracowaniem elementów synekologicznych i ich charakterystyki, opracował faunę wodną Heteroptera i Coleoptera niektórych obszarów Polski i Europy Wschodniej. Określił specyfikę relacji pasożyt-żywiciel pomiędzy Hydracarina a Heteroptera.

## Dorobek naukowy
Eugeniusz Biesiadka jest autorem ponad 100 publikacji naukowych, w tym 30 prac dotyczących entomologii. Zgromadzona przez niego kolekcja owadów obejmuje ponad 150000 egzemplarzy, znajduje się w Katedrze Ekologii i Ochrony Środowiska Uniwersytetu Warmińsko-Mazurskiego w Olsztynie.

## Odznaczenia
- Złoty Krzyż Zasługi (1992);
- Medal Komisji Edukacji Narodowej (1993).

## Członkostwo
- Poznańskie Towarzystwo Przyjaciół Nauk;
- Olsztyńskie Forum Naukowe;
- Polskie Towarzystwo Ekologiczne;
- Polskie Towarzystwo Akarologiczne;
- Rada Główna Szkolnictwa Wyższego IV kadencji (członek Sekcji Uczelni Pedagogicznych)[3].